# オーシャンホーン - 未知の海にひそむかい物
『オーシャンホーン - 未知の海にひそむかい物』（オーシャンホーン みちのうみにひそむかいぶつ、原題：Oceanhorn: Monster of Uncharted Seas）は、フィンランドのインディーゲームスタジオCornfox & Bros.が開発したゲームソフト。

## 概要
海洋世界を脅かす機械仕掛けの怪物「オーシャンホーン」の討伐に向かった父を追い、主人公の少年が島々を巡るアクションRPG。冒険を進める中で、古代に栄えたアルカディア王国の謎とオーシャンホーンとの関係性が明らかになっていく。
本作のゲームシステムは、任天堂が発売している『ゼルダの伝説』シリーズ、特に『ゼルダの伝説 風のタクト』に類似しているとしばしば評される。本作を手がけたゲームデザイナーのHeikki Repoは、ゼルダの伝説シリーズのほか、スクウェア・エニックスの『聖剣伝説』シリーズや『ファイナルファンタジー』シリーズ、セガの『ランドストーカー 〜皇帝の財宝〜』からも影響を受けたとし、これまでの古典的な冒険ゲームの要素を組み合わせたいと考えていたと語っている。
本作の使用楽曲の多くはフィンランドの作曲家Kalle Ylitaloによるものだが、発売元のFDG Entertainmentの働きかけにより、日本の植松伸夫と伊藤賢治が途中から作曲陣に加わった。植松はメインテーマや航行時の曲など、伊藤は主人公の父親のテーマやボス敵「メスメロス」との戦闘曲など、それぞれ数曲を担当している。
本作の続編として、2019年に『オーシャンホーン2:亡国の騎士』がリリースされた。

## システム
ゲームプレイ中の画面は基本的にクォータービューで表示され、ボス戦の場面ではトップビュー、あるいはボスを中心とした主人公の背後視点になる。
冒険の舞台となる島々には、前述のゼルダの伝説シリーズのようなパズル要素が随所にあり、主人公の所持アイテムや魔法などを駆使しながら攻略していくことになる。多くの島にはダンジョンが存在し、一部ではボス戦が行われる。なお、島は初めから表示されているわけではなく、特定イベントの終了後や一部の海岸にあるボトルメールの読了後などに追加されていく。
敵を倒した時やあらかじめ設定された特定条件「チャレンジ」を達成した時などに経験値が入り、一定値を超えるごとに主人公のレベルが上がる。これにより攻撃力や守備力などのステータスが上昇することはないが、アイテム所持数の上限アップや魔法使用時の魔力消費量減少などの効果が加わる。

## アイテム

### 装備アイテム
剣と盾は常時装備し、それ以外はメニュー画面から1つを選択して装備する。
剣
主人公の父親が使用していた剣。
盾
主人公の父親が使用していた盾。敵が発射した弾を反射できる。
サンゴのサーベル
高威力を持つ剣。レベルアップにより、体力が満タンの時に前方へ光弾を発射できるようになる。
クロノスの盾
敵が発射したビームを反射する効果がある盾。
爆弾
一部の地形や物を爆破できる。また、敵に当てると大ダメージを与える。
弓と矢
矢を放ち、離れた場所の敵や的に当てることができる。
トレンチャーブーツ
1ブロック分空いた隙間を飛び越えることができる。また、素早い前転も可能となり、このとき木箱や木樽に体当たりすると破壊できる。
不思議な笛
古い縦笛。その音色でオーシャンホーンを操ることができる。
釣りざお
岸沿いで魚を釣ることができる。魚の種類は釣り場により異なり、釣った魚の種類と体長はそれぞれ記録される。
iOS版では2014年8月7日配信のアップデートでこの要素が追加された。

### 魔法
力の魔法
物体を発生させ、敵や仕掛けに落とす。
火の魔法
炎を発生させ、焚き火台に灯をともしたり氷をとかしたりすることができる。
氷の魔法
氷を発生させ、敵に当てると動きを一時的に止めることができる。
回復の魔法
体力を回復する。
トライロスの魔法
ブラックホールを発生させ、周囲の物を引き寄せる。

### その他のアイテム
ネックレス
主人公の母親の形見。不思議な力を秘めている。
ブラッドストーン
島々の各所に存在する赤い石。一定数を集めると「トライロスの魔法」を入手できる。
呪われた頭蓋骨
島のひとつ「ささやきの島」の各所に存在する青白い頭蓋骨。取得ごとに島にいる幽霊の魂が解放され消滅する。
iOS版では2014年8月7日のアップデートでこの要素が追加された。
古代のレーダー
ブラッドストーンがある場所に近づくと反応を示す。

## 受賞・ノミネート
- App Store Best of 2013 Indie Games部門 ノミネート[22]
- Capsule Computers 2013 Game of the Year Awards 「Best iOS Game」受賞[23]
- 10th International Mobile Gaming Awards（英語版） 「Excellence in Gameplay」ノミネート[24]
- Nordic Game Awards 2014 「Best Artistic Achievement」ノミネート[25]